# The Romance of Old Bill
The Romance of Old Bill er en britisk stumfilm fra 1918 af George Pearson.

## Medvirkende
- Charles Rock - Bill
- Arthur Cleave - Bert
- Hugh E. Wright - Alf
- Mary Dibley - Maggie Busby
- Hayford Hobbs - Jim